# Amphicyclus thomsoni
Amphicyclus thomsoni is een zeekomkommer uit de familie Cucumariidae.
De wetenschappelijke naam van de soort werd in 1878 gepubliceerd door Frederick Wollaston Hutton.